# John Tengo Jabavu
John Tengo Jabavu (Fort Beaufort, 11 gennaio 1859 – 10 settembre 1921) è stato un attivista e editore sudafricano.

## Attività
Oppositore dell'apartheid e editore del primo quotidiano a essere scritto nella lingua Xhosa in Sudafrica.
Nel 1876 Jabavu divenne editore del giornale Isigidimi Sama Xosa ("The Xosa Messenger") e per l'inizio del decennio del 1880 divenne un importante personaggio politico. Gli scritti di Jabavu tendevano ad attaccare la crescente minaccia nazionalista degli Afrikaner (i coloni di origine olandese del Sudafrica) e chiedevano più diritti uguali per la popolazione di colore del Sudafrica. Tengo Jabavu era anche conosciuto per essere a favore
dei diritti delle donne e dell'istruzione pubblica.
Nel 1884, Tengo Jabavu fondò il proprio giornale quotidiano, Imvo Zabantsundu ("Black Opinion", "L'Opinione Nera"); un anno più tardi, sposò Elda Sakuba, che morì poi nel 1900 lasciandogli 4 figli. Il più vecchio dei 4 figli Davidsons Don Tengo Jabavu, divenne, a proprio diritto, un attivista e autore rispettato; il secondogenito, Alexander, succedette John Tengo Jabavu come editore del giornale Imvo Zabantsundu dopo la sua morte a casa di Davidsons Don Tengo Jabavu
a Fort Hare.